# Campeonato Cearense 1999
In 1999 werd het 85ste Campeonato Cearense gespeeld voor voetbalclubs uit de Braziliaanse staat Ceará. De competitie werd georganiseerd door de FCF en werd gespeeld van 22 november 1998 tot 21 juli 1999. Ceará won beide toernooien waardoor er geen finale om de titel nodig was.

## Eerste toernooi

### Eerste fase
| Plaats | Club             | Wed. | W | G | V | Saldo | Ptn. |
| ------ | ---------------- | ---- | - | - | - | ----- | ---- |
| 1.     | Itapipoca        | 9    | 5 | 3 | 1 | 15:7  | 18   |
| 2.     | Juazeiro         | 9    | 5 | 3 | 1 | 14:8  | 18   |
| 3.     | Tiradentes       | 9    | 5 | 2 | 2 | 17:8  | 17   |
| 4.     | Uniclinic        | 9    | 4 | 2 | 3 | 16:19 | 14   |
| 5.     | Ceará            | 9    | 3 | 5 | 1 | 12:9  | 14   |
| 6.     | Fortaleza        | 9    | 4 | 1 | 4 | 15:17 | 13   |
| 7.     | Ferroviário      | 9    | 3 | 2 | 4 | 9:10  | 11   |
| 8.     | Esporte Limoeiro | 9    | 3 | 1 | 5 | 12:15 | 10   |
| 9.     | Quixadá          | 9    | 2 | 2 | 5 | 9:14  | 8    |
| 10.    | Uruburetama      | 9    | 0 | 1 | 8 | 4:16  | 1    |

|  | Geplaatst voor tweede fase |

### Tweede fase

#### Groep A
| Plaats | Club      | Wed. | W | G | V | Saldo | Ptn. |
| ------ | --------- | ---- | - | - | - | ----- | ---- |
| 1.     | Fortaleza | 4    | 2 | 1 | 1 | 7:6   | 7    |
| 2.     | Itapipoca | 4    | 1 | 2 | 1 | 5:5   | 5    |
| 3.     | Uniclinic | 4    | 0 | 3 | 1 | 5:6   | 3    |

|  | Geplaatst voor finale eerste toernooi |

#### Groep B
| Plaats | Club       | Wed. | W | G | V | Saldo | Ptn. |
| ------ | ---------- | ---- | - | - | - | ----- | ---- |
| 1.     | Ceará      | 4    | 2 | 1 | 1 | 6:4   | 7    |
| 2.     | Juazeiro   | 4    | 2 | 0 | 2 | 5:5   | 6    |
| 3.     | Tiradentes | 4    | 1 | 1 | 2 | 3:5   | 4    |

|  | Geplaatst voor finale eerste toernooi |

### Finale
|              |           |       |       |  |
| 5 april Heen | Fortaleza | 2 – 1 | Ceará |  |
| 5 april Heen |           |       |       |  |

Na de terugwedstrijden werden verlengingen gespeeld, omdat hierin niet gescoord werd kwamen er strafschoppen.
|                |               |             |           |  |
| 12 april Terug | Ceará         | 1 – 0 (0-0) | Fortaleza |  |
| 12 april Terug |               |             |           |  |
| 12 april Terug | Strafschoppen |             |           |  |
| 12 april Terug | 3 - 2         |             |           |  |

## Tweede toernooi

### Eerste fase

#### Groep A
| Plaats | Club        | Wed. | W | G | V | Saldo | Ptn. |
| ------ | ----------- | ---- | - | - | - | ----- | ---- |
| 1.     | Juazeiro    | 8    | 4 | 4 | 0 | 12:5  | 16   |
| 2.     | Uniclinic   | 8    | 3 | 3 | 2 | 12:11 | 12   |
| 3.     | Ceará       | 8    | 2 | 4 | 2 | 9:8   | 10   |
| 4.     | Ferroviário | 8    | 2 | 3 | 3 | 11:9  | 9    |
| 5.     | Uruburetama | 8    | 1 | 2 | 5 | 5:16  | 5    |

|  | Geplaatst voor tweede fase |

#### Groep B
| Plaats | Club             | Wed. | W | G | V | Saldo | Ptn. |
| ------ | ---------------- | ---- | - | - | - | ----- | ---- |
| 1.     | Fortaleza        | 8    | 6 | 2 | 0 | 25:8  | 20   |
| 2.     | Itapipoca        | 8    | 3 | 3 | 2 | 15:12 | 12   |
| 3.     | Quixadá          | 8    | 3 | 1 | 4 | 14:13 | 10   |
| 4.     | Tiradentes       | 8    | 1 | 4 | 3 | 12:23 | 7    |
| 5.     | Esporte Limoeiro | 8    | 1 | 2 | 5 | 10:20 | 5    |

|  | Geplaatst voor tweede fase |

### Tweede fase
In geval van gelijkspel gaat de club met het beste resultaat in de groepsfase door.
| Team #1   | Tot.  | Team #2   | 1ste wed | 2de wed |
| --------- | ----- | --------- | -------- | ------- |
| Uniclinic | 3 - 0 | Itapipoca | 3 - 0    | 0 - 0   |
| Ceará     | 3 - 1 | Fortaleza | 1 - 1    | 2 - 0   |
| Quixadá   | 2 - 2 | Juazeiro  | 1 - 2    | 1 - 0   |

### Derde fase
| Plaats | Club      | Wed. | W | G | V | Saldo | Ptn. |
| ------ | --------- | ---- | - | - | - | ----- | ---- |
| 1.     | Juazeiro  | 4    | 2 | 2 | 0 | 5:3   | 8    |
| 2.     | Ceará     | 4    | 2 | 0 | 2 | 6:3   | 6    |
| 3.     | Uniclinic | 4    | 0 | 2 | 2 | 2:7   | 2    |

|  | Geplaatst voor finale |

## Derde toernooi

### Eerste fase

#### Groep A
| Plaats | Club        | Wed. | W | G | V | Saldo | Ptn. |
| ------ | ----------- | ---- | - | - | - | ----- | ---- |
| 1.     | Juazeiro    | 10   | 6 | 3 | 1 | 19:12 | 21   |
| 2.     | Ceará       | 10   | 6 | 2 | 2 | 28:14 | 20   |
| 3.     | Ferroviário | 10   | 5 | 2 | 3 | 14:9  | 17   |
| 4.     | Uniclinic   | 10   | 3 | 4 | 3 | 19:16 | 13   |
| 5.     | Uruburetama | 10   | 0 | 1 | 9 | 4:25  | 1    |

|  | Geplaatst voor tweede fase |
|  | Degradatie                 |

#### Groep B
| Plaats | Club             | Wed. | W | G | V | Saldo | Ptn. |
| ------ | ---------------- | ---- | - | - | - | ----- | ---- |
| 1.     | Fortaleza        | 10   | 5 | 1 | 4 | 27:17 | 16   |
| 2.     | Tiradentes       | 10   | 3 | 5 | 2 | 10:12 | 14   |
| 3.     | Itapipoca        | 10   | 3 | 4 | 3 | 9:11  | 13   |
| 4.     | Esporte Limoeiro | 10   | 4 | 0 | 6 | 16:22 | 12   |
| 5.     | Quixadá          | 10   | 3 | 2 | 5 | 14:22 | 11   |

|  | Geplaatst voor tweede fase |
|  | Degradatie                 |

### Tweede fase
| Team #1   | Tot.  | Team #2     | 1ste wed | 2de wed |
| --------- | ----- | ----------- | -------- | ------- |
| Ceará     | 4 - 1 | Tiradentes  | 2 - 0    | 2 - 1   |
| Fortaleza | 4 - 3 | Ferroviário | 1 - 1    | 3 - 2   |
| Itapipoca | 2 - 3 | Juazeiro    | 2 - 2    | 0 - 1   |

### Derde fase
Ceará won de derde fase omdat het een beter resultaat had over de hele fase.
| Plaats | Club      | Wed. | W | G | V | Saldo | Ptn. |
| ------ | --------- | ---- | - | - | - | ----- | ---- |
| 1.     | Fortaleza | 4    | 2 | 1 | 1 | 11:6  | 7    |
| 2.     | Ceará     | 4    | 2 | 1 | 1 | 8:7   | 7    |
| 3.     | Juazeiro  | 4    | 0 | 2 | 2 | 3:9   | 2    |

|  | Geplaatst voor finale |

## Finale
Ceará had aan een gelijkspel genoeg omdat het twee van de drie toernooien gewonnen had. 
|                |       |       |          |  |
| 21 juli Finale | Ceará | 0 – 0 | Juazeiro |  |
| 21 juli Finale |       |       |          |  |

### Kampioen
| Campeonato Cearense de 1999 |
| Ceará                       |
| --------------------------- |
| CEARÁ Kampioen (37° titel)  |